# World Finance Corporation
World Finance Corporation (abrégé WFC, rebaptisé simplement WFC Corp. par la suite) est une société financière créée en 1971 et basée à Coral Gables en Floride. Lorsque WFC Corp était dirigée et contrôlée par Guillermo Hernández-Cartaya (un ancien banquier de Cuba qui était un agent de la CIA, fortement soupçonné d'être un agent de la mafia, de Fidel Castro, et aussi de divers seigneurs colombiens de la drogue) par le biais de la société WFC Group shell company, il est devenu connu pour un important scandale financier dans lequel plus de 50 millions de dollars ont été détournés. Cartaya contrôlait les détournements par un certain nombre de sociétés-écrans, la plus connue restant le Groupe WFC Group.

## Fondation
La société a été fondée en 1971 par le banquier cubain expatrié Guillermo Hernandez-Cartaya, après avoir fini de purger une peine à Cuba pour sa participation dans l'invasion de la baie des Cochons. Le New-York Times a commenté : 

« Avec la formation de la WFC, ses anciens associés ont dit de M. Hernandez-Cartaya, qu'il espérait utiliser ses multiples contacts dans le monde politique et économique latino-américain en vue d'exploiter le marché croissant entre les prêteurs américains et les emprunteurs latino-américains, ceci étant rendu possible par la législation Edge Act de 1969. »

## Prêts et banques d'outre-mer
En 1975, WFC a été désigné comme « agent officiel exclusif par le gouvernement colombien pour un prêt de 100 millions de dollars, le plus important dans l'histoire de la nation ».

### Unibank
Deux ans auparavant, en 1973, WFC a fondé une banque à Panama nommée Unibank. Elle a reçu avec une rapidité inhabituelle la licence bancaire panaméenne la plus libérale, une licence de « Catégorie Une ». La plupart des actions étaient détenues par WFC, mais un total de 24 % (8 pour cent chacune) étaient réparties entre trois banques américaines, Mercantile International Corporation (filiale Mercantile Trust Company de Saint-Louis), First National Bank of Louisville (filiale de First Kentucky National Corporation), et Midatlantic International Inc (filiale des Banques Midatlantic de West Orange, NS).
Unibank rencontra un succès certain - fin 1976, elle avait des affiliés dans le monde entier et environ 50 millions de dollars en dépôt. Unibank a joué un rôle instrumental dans les fraudes, comme elle détournait souvent des prêts et des remboursements de prêts en faveur de la WFC, où l'argent disparaissait. La fraude financière n'était pas sa seule activité - elle se diversifia dans la contrebande d'armes et le contournement de l'embargo de Cuba. La tromperie ne pouvait pas durer éternellement, et en 1977, le commissaire bancaire du Panama saisit Unibank ; il n'avait guère le choix car Unibank était devenu un débiteur à la Banque nationale du Panama, et que déjà $ 10,000,000 avaient été perdus. Unibank ne serait pas la seule banque montée par les dirigeants de WFC à s'effondrer à la suite de grosses « pertes » financières.

### Pan American Bank
En 1976, le contrôleur de la monnaie força l'éviction de Cartaya de son contrôle de la Pan American Bank of Hiateah en Floride - 2 millions de dollars avaient disparu à cause de mauvais découverts et de fonds non perçus. Cet incident fut la raison de l'implication ultérieure du contrôleur dans l'enquête qui fit éclater le scandale de la WFA.
Toujours en 1976, les agents des douanes des États-Unis interceptèrent un jet privé en provenance du Panama. À son bord des milliers de dollars en espèces, dissimulés sur une femme associée au vice-président de WFC. À bord de l'avion il y avait également ce même vice-président, Cartaya et la femme de Cartaya.

### Ajman Arab Bank
Une autre banque avait été montée aux Émirats arabes unis d'Ajman, avec la collaboration du gouvernement d'Ajman. Elle avait été nommée Ajman Arab Bank. Elle a été en proie aux mêmes problèmes qu'Unibank, et a été fermée en mai 1977. Cartaya s'est rendu aux Émirats arabes unis, apparemment pour tenter d'expliquer l'argent manquant, et les autorités confisquèrent son passeport. Cartaya s'échappa néanmoins des Émirats arabes unis, utilisant pour cela de faux documents amenés par un Cubain.

## Enquête et scandale
WFC vint à l'attention nationale quand une enquête démarrée en 1976 par le procureur de district du Dade County, Floride, (avec quatre autres organismes gouvernementaux, en surcroît de la Dade County Public Safety Office, le FBI, l'IRS, la DEA, ainsi que le Comptroller of the Currency ont tous participé à l'enquête conjointe) a révélé que la WFC avait remporté la douteuse distinction d'être la plus ancienne (et la plus importante) banque à pratiquer le blanchiment d'argent pour les  trafiquants de cocaïne colombiens;
l'enquête dura environ deux ans. De façon ironique, le personnel des services de répression tomba littéralement sur les preuves, lorsque, au cours d'une enquête à l'encontre d'une société de lutte anti-nuisibles nommée "King Spray Service", qui était soupçonnée de trafic de drogue, deux agents du "Dade County Public Safety Office" (qui ont mené l'enquête sous la tutelle de Donald Skelton jusqu'à ce que le ministère de la Justice prenne le relais) qui fouillaient dans les poubelles de la société, trouvèrent des documents financiers de la WFC, qui comportaient le détail de transferts de fonds conséquents entre la banque et l'entreprise, ainsi que le décompte de petites quantités de marijuana. L'enquête ruina WFC Corp, et provoqua sa fermeture en 1980. En même temps, les découverts à la Banque nationale de Floride du Sud (contrôlée par WFC après versement d'une importante somme en espèces pour les actions) déclencha une enquête menée par des contrôleurs financiers.
Cartaya utilisait la banque en tant que pièce maîtresse d'un complexe labyrinthe d'entreprises, à travers lequel les fonds et les prêts (à Cartaya et ses associés) étaient filtrés et «blanchis». Un exemple du labyrinthe : WFC Corp était détenue à 100 % par le WFC Group, lui-même détenu par Cartaya pour un montant de 24,7 % ; 23,3 % étaient détenus par la « Neo-Floridian Development Company », et 54,4 % était la propriété de Cartaya, encore une fois.
Une considérable proportion de l'argent était canalisée par le biais d'une banque aux Bahamas nommée Banque Cisalpine, et de là, vers la Banque du Vatican puis vers la Suisse (comptes bancaires numérotés); cette banque était la propriété de l'archevêque Paul Marcinkus de la Banque du Vatican et du banquier italien crapuleux Roberto Calvi. Fait intéressant, la banque Cisalpine semble également avoir été coupable du blanchiment de l'argent provenant du trafic d'héroïne par l'intermédiaire de la Nugan Hand Bank, la banque des Loups gris.
Du "beau linge" floridien s'était "mouillé" avec cette banque, comme Walter Sterling Surrey, un actionnaire, directeur, et avocat pour la WFC Corp. Kwitny explique :

« Surrey dit qu'il était venu "à bord" principalement pour aider à démarrer un "fonds mutuel" pour un vieux client, un exilé cubain qui avait contribué à fonder World Finance. Il nous dit qu'il avait abandonné en 1976 lorsque la transaction des fonds de placement tomba par terre, et qu'il n'était pas au courant des activités criminelles ou de renseignements de la compagnie. »

L'enquête et ses suites ont été marquées par les rumeurs persistantes et les allégations de corruption et les tentatives pour "enterrer" l'affaire par divers organismes gouvernementaux. Jonathan Kwitny, écrit ceci à propos de l'inspecteur principal du ministère de la Justice, Jérôme Sanford :

« Il me dit que l'enquête principale a été stoppée par Washington en 1978, après que la CIA eut objecté que 12 des principales cibles du ministère de la Justice étaient "d'intérêt supérieur" pour la CIA. Sanford dit qu'on lui a fait comprendre que les hommes sur lesquels il enquêtait étaient des agents de la CIA d'une façon ou d'une autre. Des hommes de loi qui ont travaillé avec Sanford en Floride ont confirmé cette version. »

Deux des suspects étaient Richard Fincher et Hernandez-Cartaya. Dans la foulée, le procureur général de Floride Robert Shevin retourna 7 600 $ de contributions provenant d'un homme d'affaires latino-américain qui était en relation avec la WFC. Le président du Dade County, Michael Abrams a démissionné du conseil d'une compagnie d'assurances financée par WFC.
Kwitny et Sanford ne sont pas les seuls à avoir relevé des "anomalies" ; Kwitny propose cet extrait d'un rapport au personnel de la Chambre du Comité sur les stupéfiants et les toxicomanies :

« Il ne fait aucun doute que les activités de la WFC peuvent englober un large spectre en matière de criminalité, incluant des aspects de corruption politique, de ventes d'armes, ainsi que le trafic de stupéfiants à l'échelle internationale… C'est dans ce contexte que notre enquête a rencontré un certain nombre d'aspects voilés ou de références directes à la complicité ou l'implication de la CIA ou du KGB dans le trafic de stupéfiants pour le sud de la Floride. »

Il y avait aussi des allégations selon lesquelles 8 parmi les 12 administrateurs des banques étaient soit d'anciens employés, soit des employés encore en fonction de la CIA, et que le directeur de la CIA de l'époque, William J. Casey, ait apparemment bloqué l'enquête pour des raisons de « sécurité nationale ». Et  l'enquête de deux ans se termina par la condamnation de Cartaya en 1982 pour le seul motif d'évasion fiscale 